# Villa Carafa di Percuoco
Die Villa Carafa di Percuoco ist ein Landhaus aus dem 18. Jahrhundert in San Giorgio a Cremano in der italienischen Region Kampanien. Es liegt im Gebiet der Miglio d’oro, in der Via Bruno Buozzi, 17.

## Geschichte
Der erste Besitzer der Villa war Don Pietro Maria Firrao, Prinz von Luzzi, nach dessen Familiennamen ursprünglich auch die Straße benannt wurde, an der der Eingang der Villa liegt. Später fiel das Landhaus an die Familie Firrao Bisignano aus Konstantinopel, die dann an die heutigen Eigentümer, die Familie Carafa Percuoco, verkaufte.

## Beschreibung
Das Gebäude ist im klassizistischen Stil gestaltet, unterscheidet sich aber von den anderen Villen der Miglio d’oro. Darüber hinaus ist es das einzige, das sich symmetrisch auf beiden Seiten der Straße erstreckt.
Gegenüber dem Eingangstor der Villa auf der anderen Straßenseite wurde eine Exedra errichtet, die ins Innere des Parks der Villa führt. Daher muss man die Straße überqueren, um in den Garten zu gelangen, der in zeitgenössischen Dokumenten, die von Pane und Palomba zusammengestellt wurden, als groß und mit einer Panoramaterrasse zum Meer hin versehen beschrieben wurde.